# تيم باديس
تيم باديس (بالإنجليزية:Team Buddies) لعبة فيديو بلاي ستيشن تم تطويرها من قبل شركة أستديو سايغنوسيس ماندن وتم نشرها من قبل شركة سوني كمبيوتر إنترتينمنت في 18 سبتمبر 2000 في أمريكا الشمالية و 15 سبتمبر 2000 في أوروبا وهي لعبة قتالية ثلاثية الأبعاد تتحدث عن قتال مجموعه من اللاعبين في قرية.

## القصة
في صباح يوم مشرق في قرية ما تم نزول صناديق حمراء وزرقاء من السماء وكان كل لاعب يفتح صندوق يجد سلاح ما مثل مسدس أو صاروخ أو بازوكا...الخ ومع كثرت الأسلحة بدأت الفوضى وصار يتعارك اللاعبين ويطلقون النار على بعضهم البعض إلى ان صارت القرية مكان للمعارك وهذا ما كان يخطط له أعوان الشر وصارت القرية من قبضة الأشرار وهنا يحاول تيم باديس القضاء على الأشرار وتخليص القرية من كيد الأشرار.

## طريقة اللعب
كل فريق له لون مخصص (أحمر - أرزق - أخضر... إلخ) وله بيت يستطيع ان يبني فيها بواسطه الصناديق وكل فريق له قاعدة مكونه من أربع صناديق يضع فيها الصناديق ويفتحها هناك مثلا صندوق واحد يعطي مسدس صندوقان فوق بعضهما يعطيان فرد جديد وهكذا وإذا تم تدمير بيت الفريق لن يستطيع ان يبني مره أخرى وهذه هي طريقة اللعب.

## روابط خارجية
- تيم باديس على موقع IMDb (الإنجليزية)